# Baie de l'Astrolabe
La baie de l'Astrolabe est une baie sur la côte sud de la province de Madang, située en mer de Bismarck, en Papouasie-Nouvelle-Guinée. Découverte en 1827 par Jules Dumont d'Urville, qui l'a baptisée d'après le nom de son navire : L'Astrolabe.